# Bianca Regl
Bianca Regl (* 1980 in Linz) ist eine österreichische Künstlerin.

## Leben
Bianca Regl studierte von 2001 bis 2002 an der Universität Paris-Süd, Ateliers de Beaux Arts Paris, von 2002 bis 2003
Malerei u. Grafik an der Universität für künstlerische und industrielle Gestaltung Linz, Meisterklasse Ursula Hübner und von 2003 bis 2005 Malerei und Grafik an der Akademie der bildenden Künste Wien bei Hubert Schmalix sowie von 2005 bis 2006 als Gasthörerin Malerei an der University of California at Los Angeles. Seit 2010 betreibt sie den nichtkommerziellen Ausstellungsraum Blackbridge Offspace in Peking. Die Künstlerin lebt und arbeitet in Wien und Peking. Ihr Werk umfasst naturalistische und ornamentale Gemälde.

## Einzelausstellungen (Auswahl)
- 2016: The Distant Shore. Niuchang Museum, Peking, China
- 2016: Between The Apple And The Plate. LAN Space, Peking, China
- 2014: Hand-me-down Alchemy". Galerie Lukas Feichtner, Wien
- 2011: The Clairvoyant. Where Where Curatorial Collective, Peking, China
- 2011: A Void. Galerie Lukas Feichtner, Wien
- 2010: Sunset On Your Breath. UNC Gallery, Seoul, Korea
- 2009: The Haven. DNA Galerie, Berlin

## Gruppenausstellungen (Auswahl)
- 2017: Unsafe and Sounds. Arena, Wien
- 2016: Luan Cheng Zhi Mei. Shu Xia Gallery, Peking, China
- 2014: Vitraria Glass +A Museum, Venedig
- 2014: Die andere Sicht. Sammlung Essl, Klosterneuburg / Wien
- 2014: Points of Passage. Stift Melk[2]
- 2014: Refuse The Shadows Of The Past. University Museum and Art Gallery der Universität Hongkong
- 2014: Weltenbummler. Sammlung Essl, Klosterneuburg / Wien
- 2013: Silvrett Atelier 2012. Palais Liechtenstein, Feldkirch[3]
- 2011: Es lebe die Malerei. Sammlung Essl, Klosterneuburg / Wien
- 2009: Hortus Medicus. Kunstverein Bad Salzdetfurth
- 2009: Helden von Heute. Kunstraum Innsbruck
- 2008: Komplex. Museum am Ostwall, Dortmund
- 2006: Körper, Gesicht und Seele – Frauenbilder vom 16. bis ins 21. Jahrhundert. Leopold Museum, Wien
- 2006: New Romantics. Museum of Young Art, Wien
- 2005: Figur und Wirklichkeit: Wie Österreichs Maler die Welt verwandeln. Tiroler Landesmuseum Ferdinandeum, Innsbruck